# Jacques de Sève
Jacques de Sève (Floruit 1742-1788), es un naturalista e ilustrador francés del siglo XVIII en las disciplinas de la historia natural. 

## Obra
Entre 1759 y 1762, fue uno de los principales contribuyentes como ilustrador de Histoire naturelle de Buffon, en particular para cuadrúpedos, siguiendo modelos o bocetos proporcionados por   viajeros. Es posible que haya trabajado en la vida, yendo a la colección de animales de Versalles y asistiendo a sesiones de disección. Lo que es menos conocido es que De Sève ejecutó nada menos que 2.000 dibujos, usando tinta china.